# IKM-Schreiber
Als IKM-Schreiber (IKM steht dabei für Internet-Kontaktmarkt) wird jemand bezeichnet, der in Singlebörsen im Internet in die Rolle von virtuellen Identitäten schlüpft. Sein Tätigkeitsspektrum kann über das Erstellen von erfundenen Profilen bis zum Agieren für eine Vielzahl von Scheinidentitäten reichen. Zweck seiner Tätigkeit ist das Wecken bzw. Aufrechterhalten des Interesses von neugierigen Teilnehmern und Bestandskunden, je nach Portal der Generierung von kostenpflichtigem Mailverkehr oder Motivierung, Premiumdienste in Anspruch zu nehmen bzw. zu verlängern, oft aber auch das Unterbreiten von unlauteren oder betrügerischen Angeboten.
Alternativ finden sich in einschlägigen Stellenausschreibungen auch die Begriffe „Dialogschreiber“, „Kontakter“ oder „Controller“, deren Tätigkeiten oft ähnliche sind.

## Aktivitäten in Singlebörsen
IKM-Schreiber werden von unseriösen Singlebörsen beauftragt, neue Mitglieder zu akquirieren. Hierzu melden sich IKM-Schreiber mit einem Fake-Profil bei einer seriösen Singlebörse an, schreiben dort als Lockvogel Mitglieder an, bekunden in den Locknachrichten Interesse an der Person, schreiben jedoch, dass sie in anderen Singlebörsen aktiv sind. In der Singlebörse findet man ebenfalls das Profil der Person. Doch um dieser eine Nachricht zukommen lassen zu können, ist eine kostenpflichtige Premium-Mitgliedschaft erforderlich. Für jedes geworbene Mitglied erhält ein IKM-Schreiber nach Spiegel TV ca. 0,80 EUR. Kann dieser das Mitglied zudem zum Abschluss einer kostenpflichtigen Premium-Mitgliedschaft bewegen, gibt es eine zusätzliche Prämie. Insbesondere bei Singlebörsen mit Freemium-Modell werden IKM-Schreiber, aber auch Controller zur Aktivitätssteigerung der Mitglieder eingesetzt, denn sowohl das Schreiben und Beantworten von Nachrichten als auch das Chatten muss mit Coins bezahlt werden.

## Kritik
Ein IKM-Schreiber ist ein bezahlter Fake, der meist verschiedene, möglichst erotisch wirkende Profile ins Netz stellt und Männer dazu auffordert, über ein Call-Center kostenpflichtige Sex- oder Vermittlungsdienste in Anspruch zu nehmen bzw. sich bei kostenpflichtigen Seiten anzumelden. Der IKM-Schreiber verdient pro Anruf-Minute der Kunden beim Call-Center (circa Euro 0,30 pro Min). Es ist eine gewerbliche Tätigkeit unter Vortäuschung einer privaten Kontaktaufnahme und strafrechtlich bedenklich.